# Monasterio de Japca
El Monasterio de Japca (en rumano: Mănăstirea Japca) es un edificio religioso en el país europeo de Moldavia.
El Monasterio de Japca está situado en la orilla del río Dniéster a una distancia de 10 km de Camenca. Es el único monasterio de Besarabia, que nunca fue cerrado por las autoridades de la extinta Unión Soviética.